# Đền Tạm

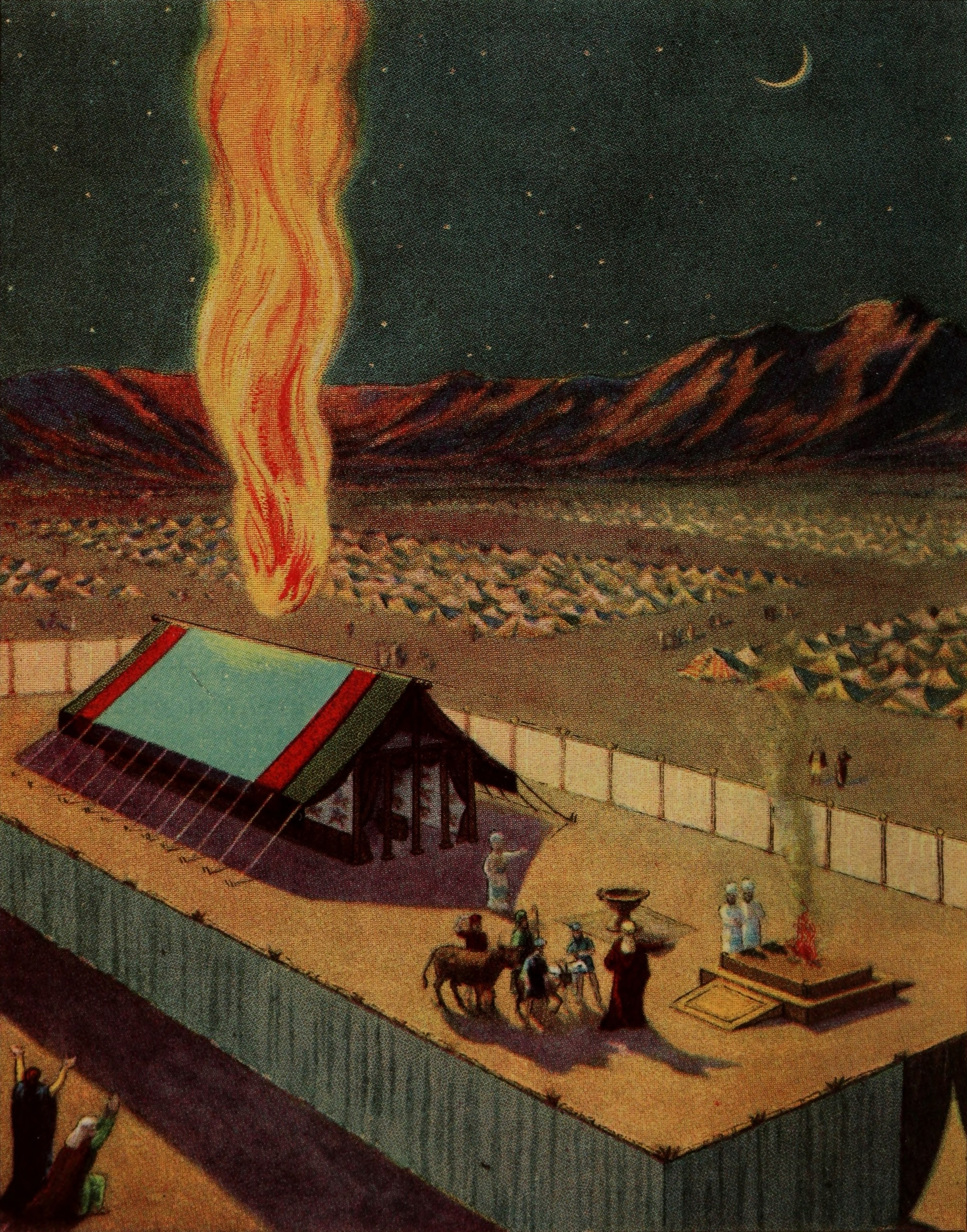
Bức tranh Đền Tạm, do nhà thần học Hoa Kỳ Adolf Hult vẽ vào năm 1919.

Đền Tạm, Hội Mạc, Lều Hội Kiến, Lều Tạm(Tin Lành) (chữ Anh: Tabernacle, chữ Hebrew cổ: מִשְׁכַּן miškan, nghĩa gốc: Chỗ ở của Đức Chúa Trời), hoặc gọi Nhà Tạm, Lều Hội Ngộ(Công giáo La Mã), là nơi Đức Chúa Trời hội kiến dân Israel. Trong tiếng Hebrew, Mishkan có liên quan đến chỗ ở hoặc nơi nghỉ ngơi, chỉ kiến trúc thần thánh được quy định rằng "Thượng đế cư trú bên trong đó". Căn cứ Thánh kinh Hebrew, đó là một trung tâm lưu động dùng để thờ phượng Thượng đế Đức Chúa Trời trong một thời kì từ sau khi người Hebrew rời khỏi Ai Cập cổ đại trong "Xuất Ê-díp-tô Kí" cho đến trước khi chinh phục khu vực Canaan. Đền Tạm được ghi chép ở trong Thánh kinh Cựu Ước, Xuất Ê-díp-tô Kí, chương 26 và chương 36, đồng thời chinh phục khu vực Canaan vào thời đại Các Quan Xét, mãi cho đến cuối cùng kiến tạo được Thánh điện Jerusalem sau 300 năm theo khuôn mẫu do Jehovah chỉ thị vào thế kỉ X TCN, cũng chính là Thánh điện Thứ Nhất.

## Từ nguyên

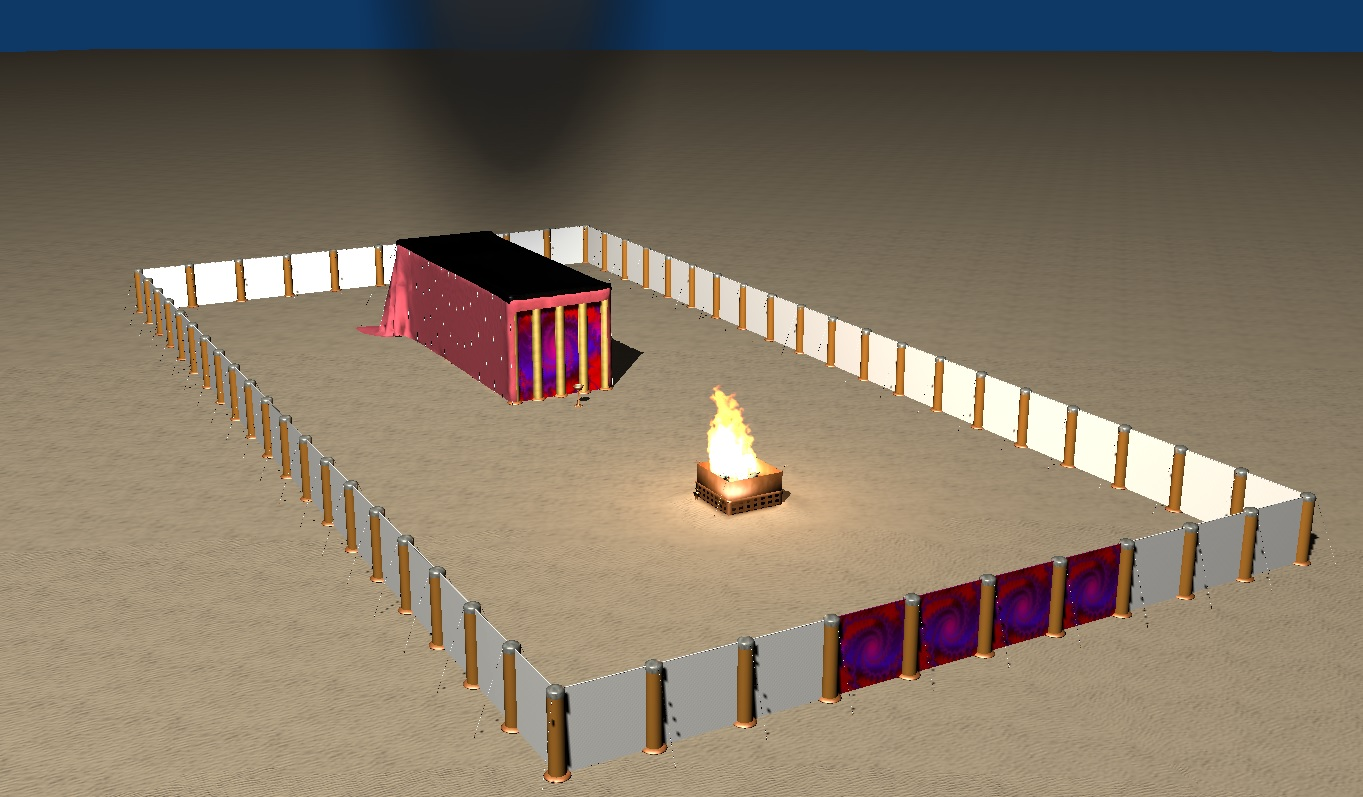
Đồ hoạ 3D của Đền Tạm và hành lang Đền Tạm.

Trong tiếng Hebrew, từ Shaken (שָׁכֵן /shaw-kane'/) cũng bắt nguồn từ Mishkan (מִשְׁכַּן /mish-kan'/). Trong Xuất Ê-díp-tô Kí, Đức Chúa Trời chỉ thị Moses những yêu cầu chi tiết về việc kiến tạo Đền Tạm: "8Họ sẽ làm cho ta một đền thánh và ta sẽ ở giữa họ. 9Hãy làm đền đó y như kiểu đền tạm cùng kiểu các đồ dùng mà ta sẽ chỉ cho ngươi.". Điều này có nghĩa là, kể từ sau khi Xuất Ê-díp-tô Kí, Đức Jehovah đã ngự ở trong người Israel.
Điều này vô cùng quan trọng đối với việc lí giải rất nhiều nền tảng của Do Thái giáo, ví dụ như ngày Shabbat, thầy tế lễ thượng phẩm, cùng với ý nghĩa và sự chuộc tội của Con Bê Vàng.

## Nội dung

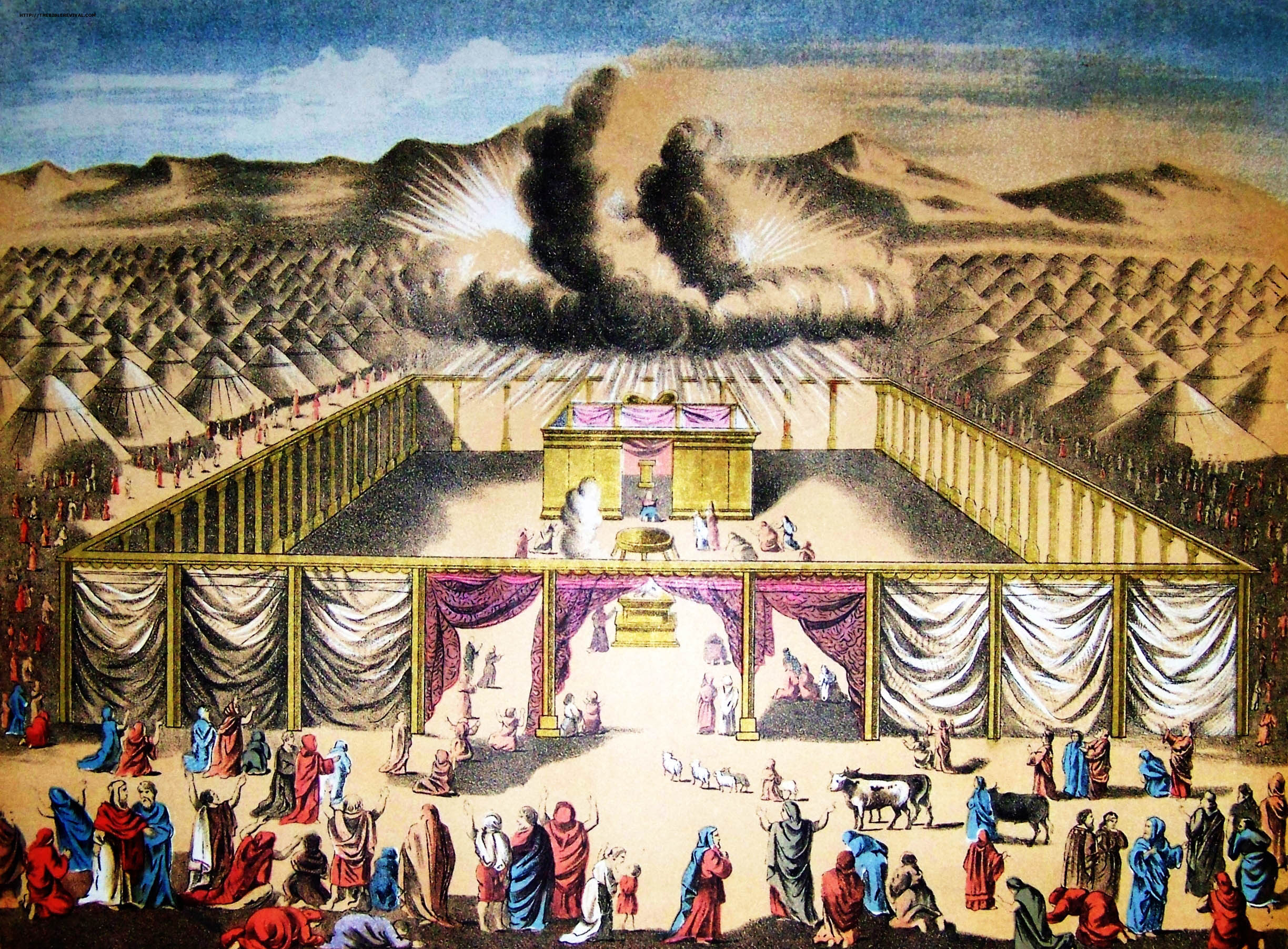
Bức tranh Đền Tạm ở đồng trống, trích từ Thánh kinh Holman năm 1890.

Trong "Xuất Ê-díp-tô Kí" đã miêu tả chi tiết ngoại quan và nội dung của Đền Tạm.
- Chương 25: Nguyên liệu, hòm bảng chứng, bàn để bánh trần thiết, chân đèn vàng.
- Chương 26: Tấm phủ Đền Tạm, ván dựng Đền Tạm, màn che và màn cửa ở bên trong Đền Tạm.
- Chương 27: Tế đàn bằng đồng, hành lang bên ngoài màn che, thắp đèn.
- Chương 28: Thánh y của thầy tế lễ và thầy tế lễ thượng phẩm, đai vai, thẻ đeo ngực, áo choàng, mũ bịt đầu, đai thắt lưng, quần dài.
- Chương 29: Các thầy tế lễ biệt riêng ra Thánh.
- Chương 30: Đàn xông hương bằng vàng, bồn rửa bằng đồng, dầu Thánh, hương.

## Nhà kiến trúc
Căn cứ chương 31, "Xuất Ê-díp-tô Kí", Đức Chúa Trời đã chỉ định kiến trúc sư chủ yếu, rằng: "1Đức Giê-hô-va phán cùng Môi-se nữa rằng: 2Nầy, ta đã kêu tên Bết-sa-lê-ên, con trai của U-ri, cháu của Hu-rơ, trong chi phái Giu-đa. 3Ta đã làm cho người đầy dẫy Thần của Đức Chúa Trời, sự khôn ngoan, sự thông sáng, và sự hiểu biết để làm mọi thứ nghề thợ, 4đặng bày ra và chế tạo đồ vàng, bạc và đồng, 5đặng khắc và khảm ngọc, đẽo gỗ và làm được mọi thứ nghề thợ. 6Đây, ta lại cho một người phụ việc, tên là Ô-hô-li-áp con trai của A-hi-sa-mạc, trong chi phái Đan. Ta cũng đã ban sự thông minh cho mọi người tài năng, hầu cho họ làm các việc ta đã phán dặn ngươi, 7là hội mạc; hòm bảng chứng, nắp thi ân ở trên hòm, cùng đồ dùng trong hội mạc; 8bàn thờ cùng đồ phụ tùng, chân đèn bằng vàng ròng và đồ phụ tùng, bàn thờ xông hương, 9bàn thờ dâng của lễ thiêu cùng đồ phụ tùng, cái thùng và chân thùng; 10áo lễ, áo thánh cho A-rôn thầy tế lễ cả, và bộ áo cho các con trai người, đặng làm chức tế lễ; 11dầu xức, và hương thơm của nơi thánh. Các người đó phải làm hết thảy theo lời ta đã phán dặn ngươi."

## Quy hoạch
- Nhìn từ trên xuống, hình chiếu song song của Đền Tạm.
- Kích thước của Đền Tạm, dựa theo "Xuất Ê-díp-tô Kí"
- Kích thước Lều Hội Kiến và sân đình của Đền Tạm, dựa theo "Xuất Ê-díp-tô Kí"